# Andries Beeckman

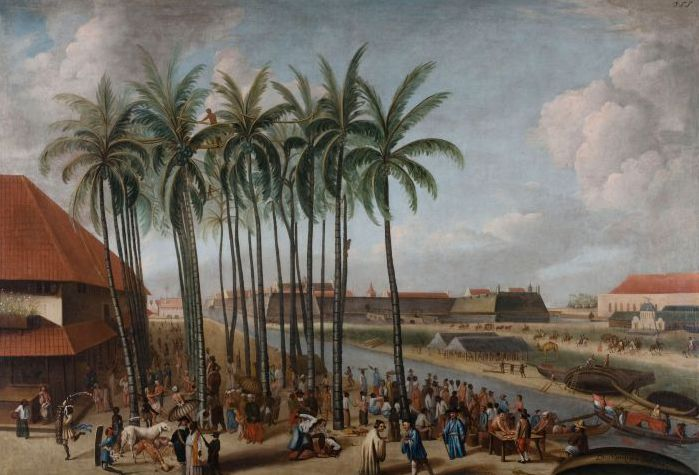
Le château de Batavia vu de Kali Besar avec le marché aux poissons au premier plan, collection du Tropenmuseum

Andries Beeckman, né à Hasselt (Overijssel), actif de 1651 à 1663, et inhumé à Amsterdam le 9 août 1664, est un artiste peintre néerlandais.
Beeckman n'est pas très connu. Selon le Thieme-Becker, il est actif à Deventer vers 1651. Un acte du 3 janvier 1657 montre que Beeckman se trouve alors à Batavia. Il signe « Andreas Beecqman » une reconnaissance de dette pour le secrétaire des échevins de Batavia. Il est également mentionné que le peintre sera bientôt rapatrié en tant que soldat. Il est de retour en Hollande en juillet 1658 sur le navire Arnhem.
Beeckman passe le cap de Bonne-Espérance comme en témoigne un dessin représentant une vue du Le Cap reproduite dans l'« atlas Van der Hem ». Le dessin peut avoir été fait au voyage aller ou retour de Batavia. Par ailleurs, trois dessins ayant des Amérindiens pour sujet et attribués à Beeckman se trouve dans l'« atlas Van der Hem ». Entre autres choses, il dessine un chrétien japonais réfugié à Batavia.

## Peinture du château de Batavia
Beeckman est l'auteur du tableau représentant le château de Batavia suspendu au-dessus de la cheminée de la grande salle de la Maison des Indes orientales à Amsterdam, salle qui servait pour les réunions des Heeren XVII (nl), les administrateurs de la compagnie néerlandaise des Indes orientales. Ceux-ci pouvaient ainsi se représenter leur siège à l'étranger où pratiquement aucun d'entre eux n'était jamais allé. L’œuvre est achetée à Beeckman par la chambre d'Amsterdam de la compagnie en 1662. Elle se trouve maintenant dans les collections du Rijksmuseum Amsterdam, tandis qu'une seconde version sera retenue par le Tropenmuseum. Ce sont les seules peintures à l'huile connues de Beeckman. Les deux œuvres sont datées vers 1660.

## Album de Paris
La bibliothèque de l'Arsenal de Paris conserve un album d'aquarelles ethnographiques par l'artiste. Les dessins illustrent les gens, la flore et la faune avec lesquels les voyageurs pouvaient entrer en contact au cours de leur voyage vers les Indes orientales. Ces représentations exotiques suscitaient beaucoup d'intérêt au pays.